# Antonin Koutouan
Antonin Koutouan est un footballeur international ivoirien né le 11 novembre 1983 à Abidjan. Il évolue au poste d'attaquant. Formé à l'ASEC Mimosas avec qui il remporte la Supercoupe de la CAF 1999 et deux titres de champion de Côte d'Ivoire, il joue ensuite notamment à Al-Wahda Abou Dabi, au FC Lorient et à Al-Jazira Abou Dabi. Il compte deux sélections en équipe de Côte d'Ivoire.

## Biographie
Antonin Koutouan fait partie de la première génération de joueurs formés à l'Académie Mimosifcom, le centre de formation de l'ASEC Mimosas, créé par le Français Jean-Marc Guillou. Surnommé « Tony » et évoluant au poste d'attaquant, il intègre l'équipe première du club lorsque Guillou en devient l'entraîneur. En février 1999, âgé de 16 ans, il remporte avec ses jeunes coéquipiers la Supercoupe de la CAF 1999 face à l'Espérance sportive de Tunis sur le score de trois buts à un après prolongations. En championnat, l'ASEC termine à la deuxième place derrière l'Africa Sports puis remporte la Coupe de Côte d'Ivoire.
La saison suivante, l'ASEC remporte le titre national puis s'incline en finale de la Coupe face au Stade d'Abidjan. Avec l'équipe nationale olympique, il dispute les qualifications pour les Jeux olympiques de Sydney. Le club remporte de nouveau le titre en 2001 et Antonin Koutouan est alors appelé en équipe nationale par le sélectionneur Lama Bamba pour un match comptant pour les éliminatoires de la Coupe du monde disputé face à la République démocratique du Congo, le 29 juillet 2001. Il entre en jeu à la 45e minute de la rencontre, perdue sur le score de deux buts à un, en remplacement de Félix Dja Ettien. Il connaît sa deuxième et dernière sélection lors d'un match amical, disputé en décembre face au Mali, une victoire trois buts à zéro. Annoncé au KSK Beveren, dirigé par Jean-Marc Guillou, il reste finalement à l'ASEC Mimosas une saison de plus. En 2002, il termine meilleur buteur de la phase finale du championnat en inscrivant dix buts, le club remporte de nouveau le titre. En Coupe des clubs champions africains, l'ASEC est éliminé en demi-finale par le Raja Casablanca, Antonin Koutouan termine co-meilleur buteur de la compétition en inscrivant sept buts.
Antonin Koutouan rejoint en 2003 Al-Wahda Abou Dabi, club du championnat des Émirats arabes unis. Après six mois avec ce club, il rejoint en prêt le FC Lorient, club évoluant en championnat de France de Ligue 2,. Au cœur d'un imbroglio juridique avec le KSV Beveren qui indique avoir des droits sur le joueur,, il fait ses débuts en championnat lors de la 7e journée face au Amiens SC. Il inscrit lors de cette rencontre, remportée sur le score de trois buts à un, son premier but sous les couleurs lorientaises.
En novembre, il est mis à la disposition de la sélection ivoirienne des moins de 20 ans pour disputer la Coupe du monde. Son sélectionneur Mama Ouattara déclare alors à son propos, « Antonin Koutouan est un très bon attaquant, avec toutes les qualités inhérentes à ce poste. Il a l’instinct du buteur, il sent le jeu. Malgré son petit gabarit physique, c’est un joueur puissant, avec une détente extraordinaire. Son grand point fort, c’est l’adresse, des deux pieds et de la tête ». Le sélectionneur de l'équipe A, Robert Nouzaret, déclare lui : « Tony est un joueur d’avenir. Il crée des situations dangereuses, il fait déjà peur aux défenses, il est plein de talent. Son problème, c’est qu’il est un peu nonchalant, un peu laxiste ». Il dispute quatre rencontres de la compétition qui voit les jeunes Ivoiriens atteindre les huitièmes de finale. Ils sont battus à ce stade de la compétition par les États-Unis sur le score de deux buts à zéro. De retour en club, il inscrit au total neuf buts toutes compétitions confondues et disputent 34 rencontres.
De retour à Al-Wahda Abou Dabi, il reste une saison dans ce club avant de revenir en France. En contact avec l'AC Ajaccio et le FC Lorient, il signe finalement un contrat d'un an renouvelable avec le Grenoble Foot. Il ne reste que six mois dans le club grenoblois et, s'engage en février 2006 à Al-Jazira Abou Dabi.
Il signe un contrat de trois ans avec un an en option avec le club d'Abou Dabi qui termine à la troisième place du championnat. Antonin Koutouan inscrit pour son retour dans ce championnat 26 buts. L'année suivante, le club termine deuxième du championnat, position qu'il occupe également les deux années suivantes. Souvent blessé au genou depuis l'ASEC Mimosas, il se fait opérer lors de la saison 2009-2010 et manque deux mois de compétitions. Il termine cependant la saison avec 26 buts dont 19 en championnat.
En janvier 2011, il rejoint Al-Arabi Doha où il évolue jusqu'en juillet puis, s'engage au Baniyas SC pendant une saison. Il effectue en décembre 2012 un test non concluant au FC Nantes puis, s'engage finalement avec le FC Lorient pour une durée de cinq mois. Il ne fait aucune apparition en équipe première et ne dispute que neuf rencontres avec la réserve évoluant en CFA.

## Palmarès
Antonin Koutouan remporte avec l'ASEC Mimosas la Supercoupe de la CAF 1999 ainsi que le Championnat de Côte d'Ivoire en 2000, 2001 et 2002. Il est vice-champion en 1999 et remporte la Coupe de Côte d'Ivoire la même année. Il termine meilleur buteur du championnat en 2002 en inscrivant 10 buts en phase finale.
Avec Al-Jazira Abou Dabi, il remporte le titre de Champion des Émirats arabes unis en 2011 et, termine vice-champion en 2008, 2009 et 2010. Sous les couleurs du Baniyas SC, il est finaliste de la Coupe des Émirats arabes unis en 2012.